# Schloss Hofeck

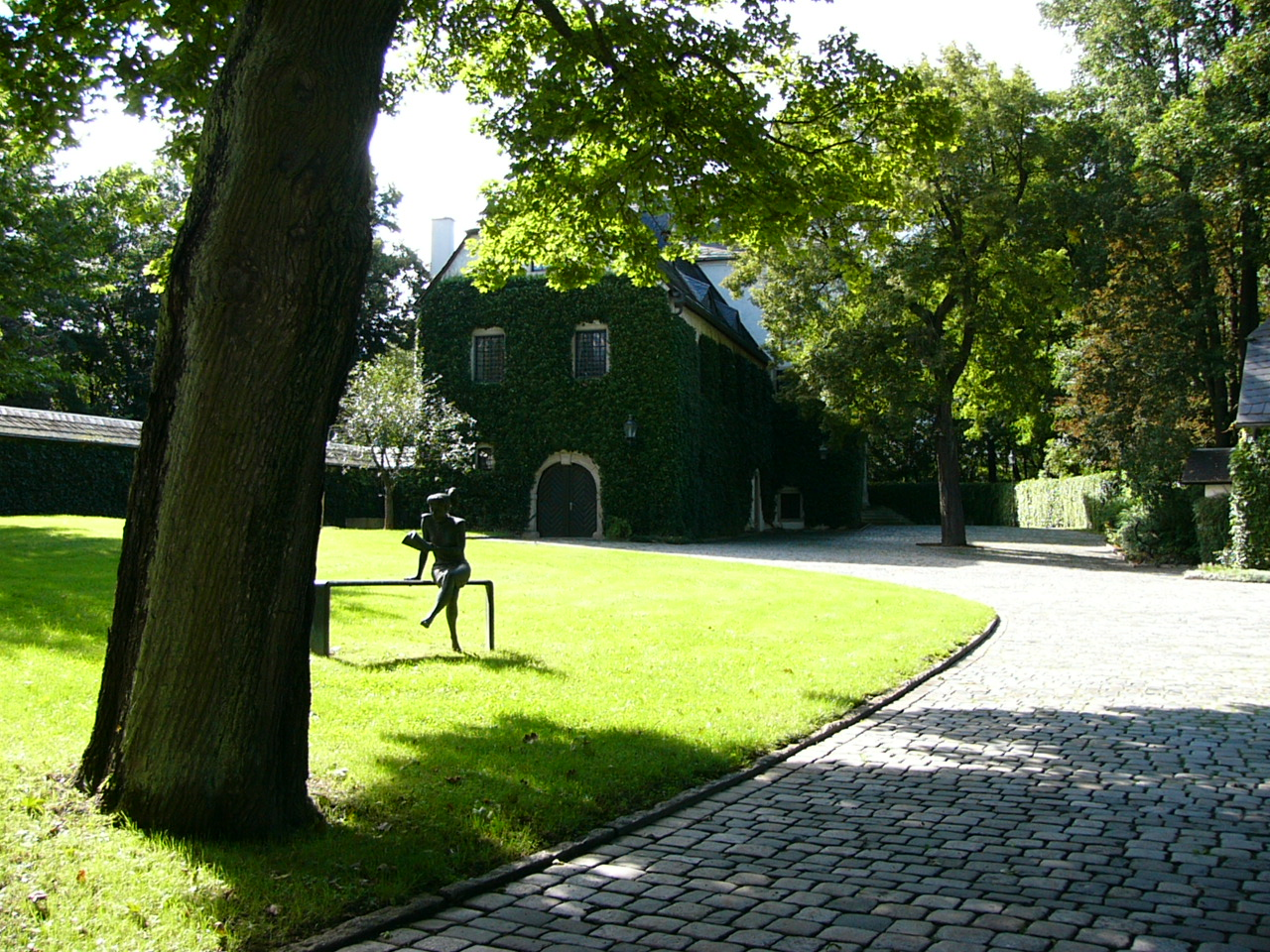
Schloss Hofeck

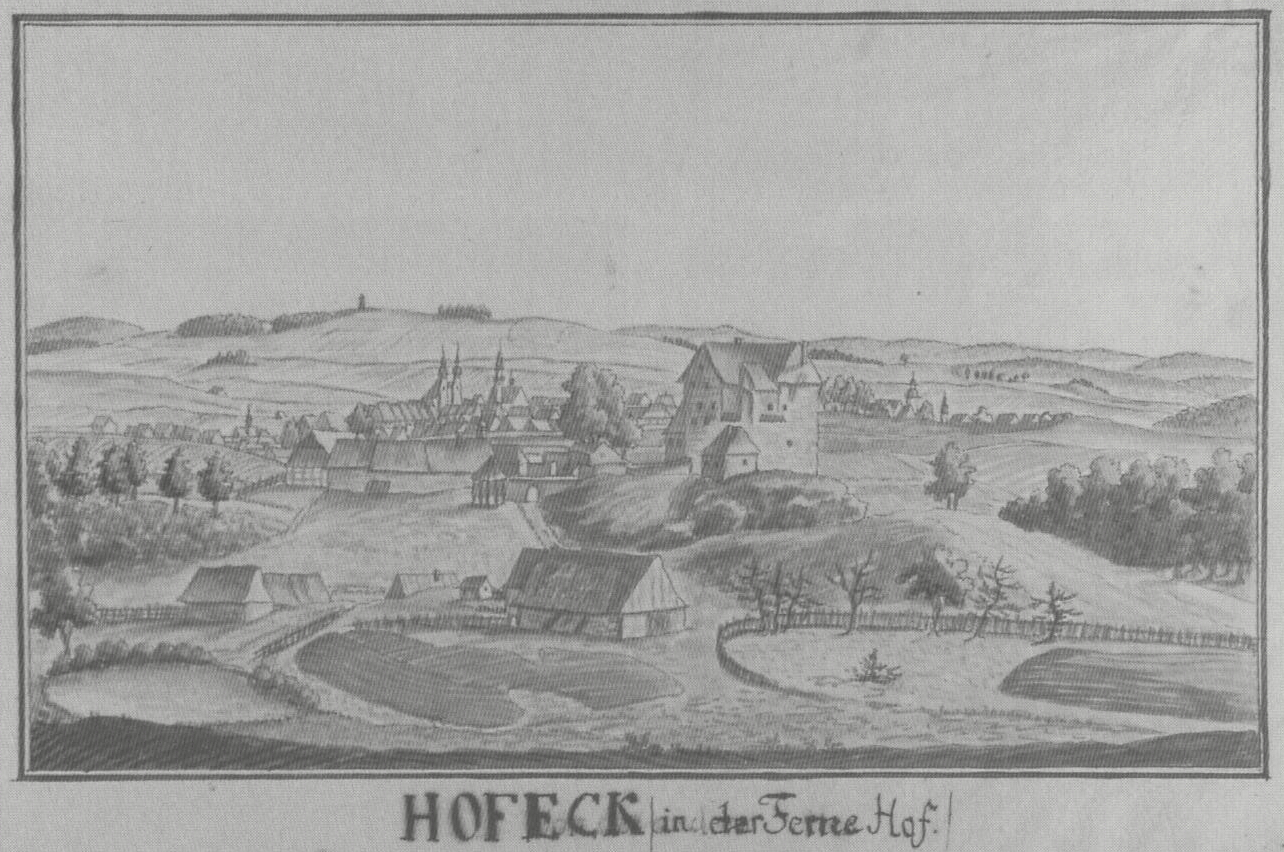
Historische Ansicht: Heute in Hof aufgegangen wird hier der Abstand zur Stadt betont; der wehrhafte Charakter des Ansitzes ist gut sichtbar.

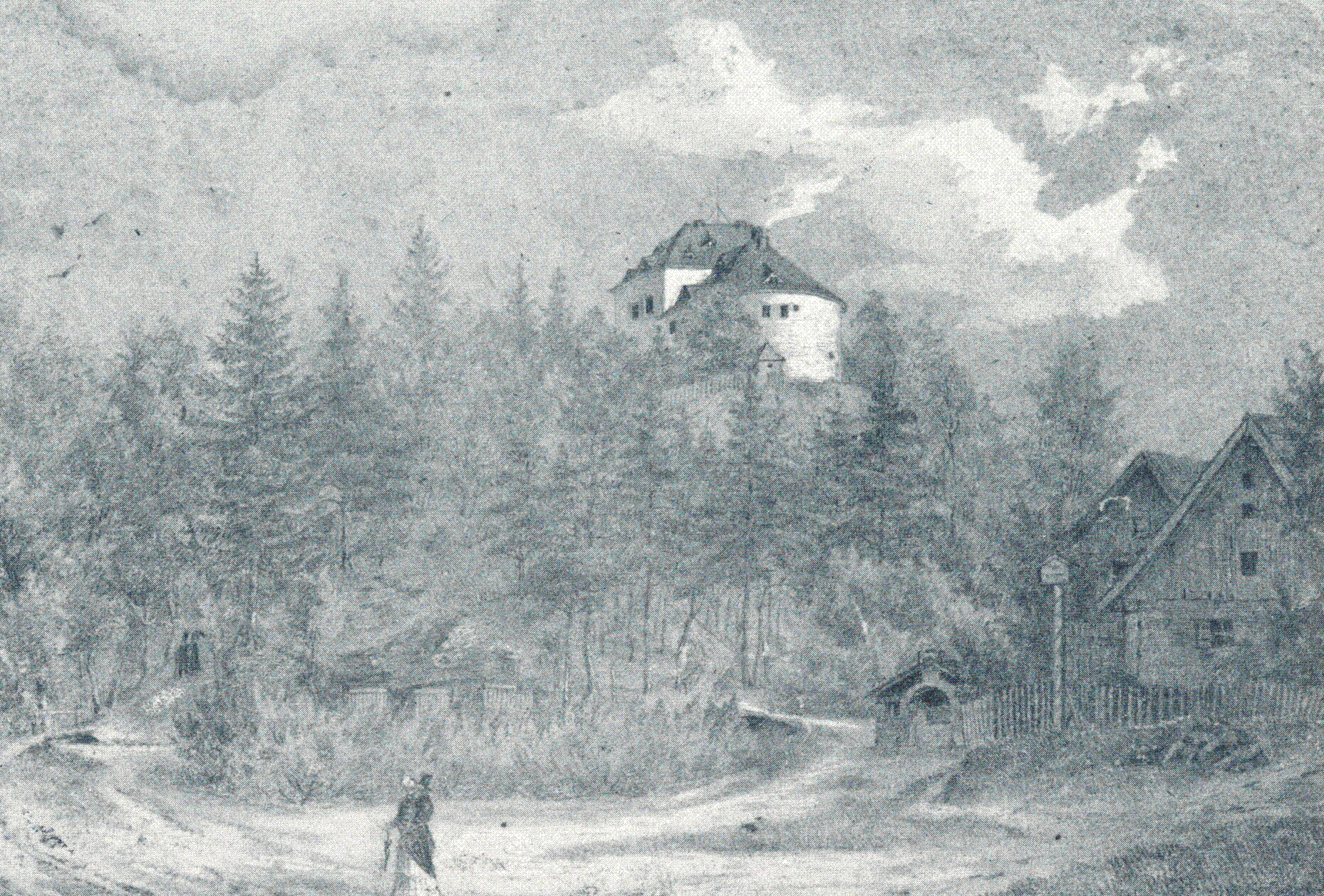
Lithografie von Georg Könitzer (um 1850)

Schloss Hofeck ist ein Schloss in Hofeck, einem Stadtteil im Nordwesten der oberfränkischen kreisfreien Stadt Hof in Bayern.

## Besitzfolge
Die Entstehung einer ersten wehrhaften Anlage in Hofeck geht nach heutigem Kenntnisstand auf den Vogt von Weida zurück, der 1238 zum Schutze seiner Besitzungen um Hof einen befestigten Stützpunkt errichtete und einen Ritter Murring einsetzte. Die Präsenz der Familie Murring und die damit einhergehende Bezeichnung Murringhof dauerte bis zum Anfang des 15. Jahrhunderts. Mit der Schartenmauer verfügte Hofeck über ein Vorwerk. In den folgenden Jahrhunderten wechselten die Besitzer häufig, namhafte lokaladelige Familien verkauften mehrmals das Gut. Zu den Familien zählten in chronologischer Reihenfolge die von Aufseß, Waldenfels, von der Grün, Kotzau, Redwitz und Geilsdorf. Nach dem Heimfall des Lehens 1618 an den Bayreuther Markgrafen Christian war 1620 der Landeshauptmann Heinrich Reuß II. der neue Besitzer. Es folgten mit den Dobeneck und Lüchau weitere lokaladelige Familien. Im 18. Jahrhundert, als häufige Besitzerwechsel und die Anwesenheit ursprünglich entfernterer Adelsfamilien ohnehin nicht ungewöhnlich waren, erschienen die Familien von Beulwitz, Marschall, Reubold, Plotho und Sichart. Schließlich ging 1874 der Besitz an die Reichenbacher Fabrikantenfamilie Grabner über. Über weitere Besitzer gelangte das Schloss 1972 an den Unternehmer und gebürtigen Hofer Hans Vießmann, der es umfassend wieder herstellte und als Schulungszentrum einem neuen Nutzen zuführte. Schließlich wurde das Schloss als Gästehaus umgebaut. Es kann für Tagungen gemietet werden.

## Lage
Als wehrhafte Burganlage wurde der Sitz auf einem Felssporn errichtet. Der Bau hat im Laufe der Jahrhunderte zahlreiche Veränderungen und Erweiterungen erfahren. Eine Aufteilung der Anlage auf zwei Besitzer hatte längere Zeit Bestand. Die Schlossanlage mit ihrem repräsentativen Zugang ist in einen parkähnlichen Wald eingebettet.

## Sagen
Um das Schloss ranken sich mehrere Sagen. Zwei davon handeln vom Erscheinen der Weißen Frau. In einem Fall wandert sie zur Geisterstunde auf dem Gelände zurück in ihre Gruft, spielt dabei dem männlichen Personal Streiche und erschreckt kleine Kinder. Im anderen Fall ist sie mit dem Teufel im Bunde und es wird von Höhlen im Schlossberg berichtet, die Rückzugsmöglichkeiten bieten. Andere Sagen erzählen von Erbteilungen, die einen historischen Hintergrund haben können. So setzten Quälgeister einer Schwester zu, die erst von ihr abließen, als der Vater starb und sie ihren Erbteil der älteren Schwester vermachte. In einer weiteren Sage kamen zwei Brüder um das Erbe des Schlosses in Streit und einer vertrieb den anderen. Als Jäger verkleidet und durch Bestechung kehrte der Vertriebene zurück und tötete den Bruder im Speisezimmer mit einer Armbrust. Der Knecht, der den Brudermörder einließ, soll als Geist umherirren und keine Ruhe finden.